# طالقانی (کازرون)
طالقانی (کازرون)، روستایی از توابع بخش مرکزی شهرستان کازرون در استان فارس ایران است.

## جمعیت
این روستا در دهستان دریس قرار دارد و براساس سرشماری مرکز آمار ایران در سال ۱۳۸۵، جمعیت آن ۲۲۰ نفر (۵۲خانوار) بوده‌است.